# Джитер
В галузі електроніки та телекомунікацій, джи́тер (англ. jitter — тремтіння) — небажані фазові та/або частотні випадкові спотворення під час передачі сигналу. Виникають внаслідок нестабільності тактового генератора, змін параметрів лінії передачі в часі та різної швидкості поширення частотних складових одного і того ж сигналу.
У цифрових системах проявляється у вигляді випадкових швидких (з частотою 10 Гц і більше) змін місця розташування фронтів цифрового сигналу в часі, що призводить до розсинхронізації та, як наслідок, спотворення переданої інформації. Наприклад, якщо фронт має малу крутизну або «відстав» за часом, то цифровий сигнал наче запізнюється, зсувається щодо значущого моменту часу — моменту часу, в який відбувається оцінка сигналу.
Джитер є однією з основних проблем під час проєктування пристроїв цифрової електроніки, зокрема, цифрових інтерфейсів. Недостатньо акуратний розрахунок джитера може привести до його накопичення під час проходження цифрового сигналу по тракту і, зрештою, до непрацездатності пристрою.

## Оцінка джитера
Точка перетину нуля фронту реального сигналу для різних імпульсів розрізняється за часом. 
Складова джитера може бути залучена з тактового або самотактованого цифрового сигналу і проаналізована окремо. Серед найбільш корисних шляхів вивчення впливу джитера є дослідження частотної характеристики і виявлення головних частотних компонентів джитера.
При невеликій кількості джитера, фронт меандра зміщується назад або вперед на невелику величину за часом. При збільшенні джитера, зміщення досягають великих величин.
Амплітудою джитера називають величину зміщення за часом і вимірюють в одиницях часу: або в долях секунди (наносекунди, пікосекунди), або в інтервальних одиницях (UI). Для тих хто стикається з вимірюваннями джитера вперше, написи по осях графіка можуть збити з пантелику — часто і по вертикальній, і горизонтальної осі відкладено час.
Частотою джитера називають частоту, з якою відбувається фазовий зсув. Також як у випадку накладення шуму чи завади, сигнал що привноситься джитером може бути чистою синусоїдою, складним коливанням або повністю випадковим процесом.
Для оцінки джитера в пристроях цифрової обробки сигналів застосовують тестовий, зокрема, гармонійний сигнал, джерело якого може бути синхронним з генератором тактових імпульсів АЦП (ЦАП) або асинхронним.

### Інтервальна одиниця (UI)
Інтервальною одиницею (англ. UI, unit interval) називають відрізок часу, обернено пропорційний частоті проходження даних. Цей термін часто використовується при дослідженнях джитера. UI визначається як мінімальний номінальний часовий інтервал в обраній схемі кодування. Для сигналу в стандарті AES3 при передачі даних частотою 48 кГц містяться: 32 біти в субфреймі та 64 біти у фреймі, що дає 128 імпульсів на фрейм після застосування для кодування двофазної модуляції. У цьому випадку:
1 UI / (128 × 48000) = 163 нс

## Джитер при семплінгу
Джитер може впливати на цифровий сигнал у двох широких областях: у процесі перетворення аналогового сигналу в цифрову форму його представлення за допомогою АЦП або у зворотному напрямку — за допомогою ЦАП, а також при передачі у цифровому вигляді.
Джитером дискретизації або джитером семплінгу (англ. sampling jitter) називають помилки вибору моментів часу квантування в процесі оцифровки сигналів в АЦП, при перетворенні цифрового сигналу в аналоговий вигляд в ЦАП або в перетворювачах частоти дискретизації (SRC). Велике значення джитера в перерахованих випадках може призвести до чутного погіршення якости сигналу. В цифрових антенних решітках джитер призводить до похибок виміру напрямків приходу сигналів та зниження завадозахищености.

## Інтерфейсний джитер
На відміну від поступового погіршення звуку при збільшенні джитера семплінгу, велике значення інтерфейсного джитера при передачі звукових даних може призвести до втрати цілісности даних. Так що стає важливим контролювати значення джитера при передачі даних. Джитер цифрових звукових інтерфейсів повинен знаходитися в певних допусках, щоб його можна було компенсувати на приймальній стороні.

## Боротьба з джитером
При проєктуванні цифрових пристроїв слід максимально використовувати передачу сигналу з регістра на регістр. Це дозволяє застосувати прості методи розрахунку передач цифрових сигналів (часові діаграми).
У цифровому звукозаписі слід використовувати високоякісні кварцові генератори з джерелами живлення, які мають малі пульсації та шуми. Застосування повністю цифрових студій також дозволяє звести вплив джитера до мінімуму. Такою студією може бути й персональний комп'ютер зі звуковою платою, що має хороший АЦП, в разі зберігання, редагування та відтворення звуку тільки в цифровому вигляді.
В області телекомунікацій з джитером і його наслідками борються за допомогою буферної пам'яті, пристроїв ФАПЧ, застосуванням спеціальних лінійних кодів, створенням виділених мереж тактової синхронізації.